# 마티 매과이어
마티 매과이어(Martie Maguire, 1969년 10월 12일 ~ )는 미국의 음악가로, 컨트리 밴드 더 칙스의 일원이다.